# الاتحاد الدولي للجامعيات
الاتحاد الدولي للجامعيات (بالإنجليزية: (International Federation of University Women (IFUW)‏ أو الاتحاد الدولي للخريجات (بالإنجليزية: Graduate Women International (GWI))‏ هو منظمة دولية لخريجات الجامعات من النساء. تأسس الاتحاد عام 1919م عقب الحرب العالمية الأولى من قبل كل من العاملات في الكليات والجامعات البريطانية والأمريكية الشمالية اللاتي كن يأملن في المُساهمة في العلاقات المُتجانسة بين النساء من مُختلف الجنسيات.
وبعد مرور أكثر من 100 عام، واصل الاتحاد الدولي للخريجات الدعوة لحقوق المرأة والمُساواة والتمكين من خلال الوصول إلى التعليم الثانوي والعالي الجيد، وكذلك التدريب حتى أعلى المُستويات. وانصب الهدف حول تحقيق نسبة تعليم 100٪ من الفتيات والنساء في جميع أنحاء العالم التعليم بعد المدرسة الابتدائية.